# 크리스틴 앤더슨로페즈
크리스틴 앤더슨로페즈(영어: Kristen Anderson-Lopez, 1972년 3월 21일 ~ )는 미국의 작곡가이자 작사가이다. 그녀는 2013년 애니메이션 영화 《겨울왕국》의 노래들을 남편인 로버트 로페즈와 함께 작사 및 작곡한 것으로 잘 알려져 있다. 그녀는 또한 〈Let It Go〉와 〈Remember Me〉로 각각 제86회 아카데미상과 제90회 아카데미상 주제가상을 수상하였다. 또한 57회 그래미상도 수상하였다.